# Središnji državni ured za Hrvate izvan Republike Hrvatske
Središnji državni ured za Hrvate izvan Republike Hrvatske je tijelo hrvatske državne uprave. Uspostavljen je temeljem Zakona o odnosima Republike Hrvatske s Hrvatima izvan Republike Hrvatske od 26. listopada 2011. godine, kojim je uspostavljen i Savjet Vlade Republike Hrvatske za Hrvate izvan Republike Hrvatske, sukladno državnoj Strategiji o odnosima Republike Hrvatske s Hrvatima izvan Republike Hrvatske.
Ured je zadužen za odnos države Hrvatske s Hrvatima u Bosni i Hercegovini, Hrvatima iz zemalja u kojima su tradicionalna manjina te s Hrvatima u iseljeništvu.
Ured navodi da uz pomoć Savjeta skrbi o odnosu s Hrvatima u BiH, hrvatskim manjinama u inozemstvu u Austriji (Gradišću), Bugarskoj, Crnoj Gori, Češkoj, Italiji, Kosovu, Mađarskoj, Makedoniji, Rumunjskoj, Slovačkoj, Sloveniji i Srbiji (Vojvodini) te s Hrvatima iz zemalja hrvatskih iseljenika: Argentine, Australije, Austrije, Belgije i Luksemburga, Bolivije, Brazila, Čilea, Danske, Ekvadora, Francuske, Italije, Južne Afrike, Kanade, Nizozemske, Norveške, Novog Zelanda, Njemačke, Paragvaja, Perua, SAD-a, Švedske, Švicarske, Urugvaja, UK-a i Venezuele. 
Ured održava Ljetnu školu „Domovina” u Hrvatskoj za potomke hrvatskih iseljenika iz Sjeverne i Južne Amerike te Australije.